# Bujnakskij rajon
Il Bujnakskij rajon (in russo Буйнакский район?) è un distretto municipale del Daghestan, situato nel Caucaso. Istituito nel 1929, occupa una superficie di circa 1842 km², ha come capoluogo Bujnaksk e conta una popolazione di circa 72.000 abitanti, prevalentemente avari, dargin e cumucchi.